# Pinewood Group
Le Pinewood Studios Group (officiellement Pinewood Shepperton plc) est un studio de production cinématographique britannique gérant plusieurs sites de tournage.

## Historique
L'histoire du cinéma britannique aux studios de Shepperton commence en 1931 lorsque Norman Loudon, homme d'affaires écossais, achète le parc de Littleton pour des raisons d’agrandissement et aussi pour avoir accès à un cours d'eau. Loudon était inexpérimenté dans l'industrie du film, mais il faisait des affaires grâce à la production d'appareils photos, ainsi que de petits livres comportant des images animées, donnant une impression de mouvement. Le parc de Littleton semblait idéal quand Loudon a décidé que la prochaine étape était d'écrire et de produire des films, c’est ainsi que naquit une nouvelle compagnie, « Sound City Film Producing & Recording Studios », fondée en 1932. Cette jeune compagnie produisit trois courts métrages pour la Metro-Goldwyn-Mayer et deux films, Watch Beverly (1932) film réalisé par Arthur Maudeet et Réunion (1932) film réalisé par Ivar Campbell.
En 1945, la MGM devient majoritaire, et en 1946 les studios de Shepperton deviennent « British Lion Studio Company ». Le lion britannique est maintenant en mesure de devenir un facteur d'après-guerre puissant dans la production britannique de film. La nouvelle mission de cette jeune compagnie était la distribution et le montage des décors, qui offraient une autonomie technique et financière pour les producteurs indépendants. Un de ses premiers tournages en (1947), fut le film d'Alexander Korda, An Ideal Husband écrit par Oscar Wilde en 1899.
Les emplacements des studios de Pinewood et de Shepperton s’insèrent dans l'histoire, car tous les deux sont d'anciens manoirs, Heatherden Hall et manoir de Littleton du XVIIe siècle.
En février 2005, les studios de Pinewood Shepperton ont acquis les studios de Teddington, aussi bien que les anciens studios de la Tamise Télévision. Les équipements de Shepperton sont utilisés pour la production de films nationaux et internationaux, les films télévisés, l'enregistrement en studio pour la télévision, les films publicitaires et les bruitages.
À la suite de lois anti-avortements votées en Géorgie ayant amenés des groupes comme Netflix et Disney à annuler leurs projets de productions dans l'état, le Pinewood Group annonce le 21 août 2019 qu'il vend sa participation dans Pinewood Atlanta Studios mais reste gestionnaire du site,.

## Le Pinewood Group

### Studios au Royaume-Uni
En 2009, le Pinewood Group se compose des Pinewood Studios, des studios de Shepperton et des studios de Teddington. Avec 6 studios numériques de télévision, équipements audio, théâtres, jardins et décors boisés pour les extérieurs, un des plus grands réservoirs d'eau d'Europe (plans et prise de vue sous-marine).
Adresses :
- Studios Ltd De Pinewood
  - Pinewood Road
  - Iver Heath
  - Buckinghamshire
  - Royaume-Uni SL0 0NH

- Studios Ltd De Shepperton
  - Studios Road
  - Shepperton
  - Middlesex
  - Royaume-Uni TW17 0QD

- Studios Ltd De Teddington
  - Broom Road
  - Teddington
  - Middlesex
  - Royaume-Uni TW11 9NT

### Studios à l'international
- Pinewood Toronto Studios
- Trilith Studios (anciennement Pinewood Atlanta Studios), gestion uniquement depuis août 2019
- Pinewood Indomina Studios en République dominicaine
- Pinewood Studio Berlin
- Pinewood Iskandar Malaysia Studios

Ainsi qu'un bureau commercial aux Sony Pictures Studios à Culver City en Californie.